# Brig o’ Turk

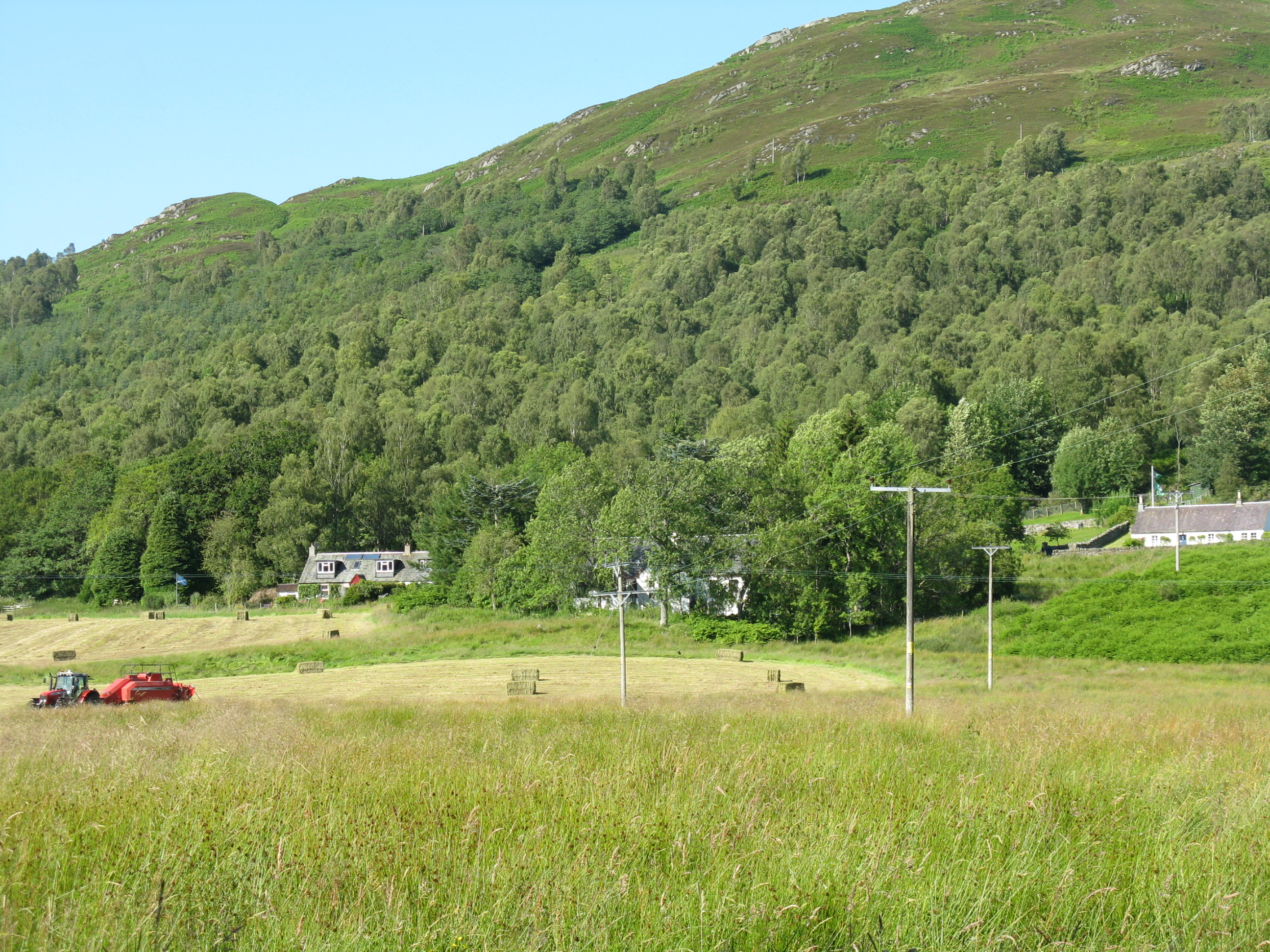
Heuernte in Brig o’ Turk

Brig o’ Turk (gälisch: Drochaid Tuirc) ist eine kleine Ortschaft im schottischen Stirling.
Brig o’ Turk liegt zwischen Callander und Aberfoyle und damit im Zentrum der Hügelkette der Trossachs, wo es den Hauptort der gleichnamigen Verwaltungseinheit bildet.

## Allgemeines

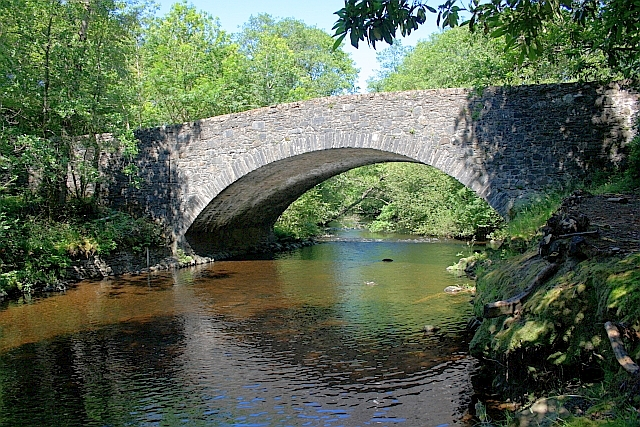
Die namensgebende Brücke über den Fluss Turk

Brig o’ Turk hat eine seltene hölzerne Teestube aus den 1930er Jahren, die in dem Film Die 39 Stufen (1959) zu sehen war.
Brig o’ Turk verfügt auch über einen Festsaal, der viele Handwerksmessen, Tanzabende und andere Veranstaltungen beherbergt. Eine kleine Grundschule (Trossachs Primary), die das Dorf und die umliegenden Regionen seit 1875 versorgt, ein kleines Postamt (in einem Privathaus) und ein Pub-Restaurant sind die anderen wichtigen Gebäude des Dorfes.